# (90709) Wettin
(90709) Wettin est un astéroïde de la ceinture principale.

## Description
(90709) Wettin est un astéroïde de la ceinture principale. Il fut découvert le 12 octobre 1990 à Tautenburg par Freimut Börngen et Lutz Dieter Schmadel. Il présente une orbite caractérisée par un demi-grand axe de 2,80 UA, une excentricité de 0,20 et une inclinaison de 7,8° par rapport à l'écliptique.

## Compléments